# Călărie

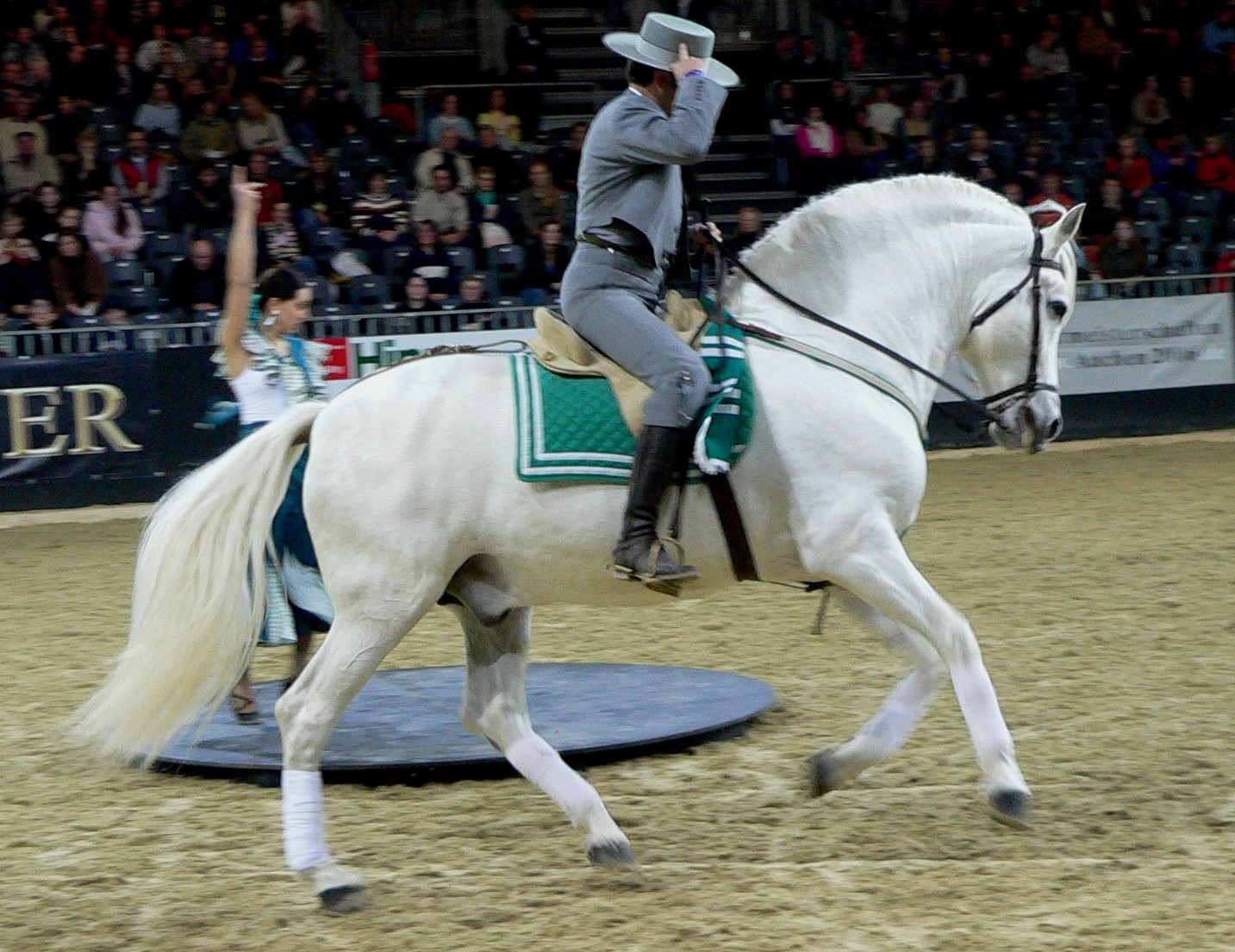
Călărie

Călăria este ghidarea unui animal de călărie, de obicei cal (numindu-se hipism), de către un om (călăreț) care stă pe spatele acestui animal.
Până nu demult fusese o modalitate de transport rapid (inclusiv pentru război: cavaleri/cavalerie), astăzi apare ca mod de deplasare pentru polițiști, la controlul turmelor la ferme. Este și un sport/mod de recreație. De asemenea este folosită la spectacole/circ/parade.
Echitația este un termen echivalent cu sportul călăriei,;
sau în sens restrâns, o definire a modului cum se călărește corect un cal de călărie.

## Ca sport călăria include ramurile
- Dresaj
  - Dresaj clasic
    - Piaf
    - Pasaj (dresaj)
    - Dresaj spaniol
      - Doma Clasica
      - Doma Vaquera
      - pasada

    - Școala înaltă de călărie
- Săritură la obstacole
- Cursă de cai
  - Galop
  - Trap
- Călărie de anduranță
- Polo
  - Polo pe iarbă
  - Polo pe zăpadă
- Rodeo
- Buzkași
- Vânătoare de vulpi
- Călărie de agrement
  - Excursie călare

De asemenea există și o terapie medicală bazată pe călărie.